# امی هانت
امی هانت (انگلیسی: Amy Hunt؛ زادهٔ ۱۵ مهٔ ۲۰۰۲) دونده سرعت زن اهل انگلستان است.
وی در مسابقات کشوری و بین‌المللی در مجموع برندهٔ ۱ مدال برنز شده است.